# Badminton nos Jogos Olímpicos de Verão de 2020 - Simples feminino
O torneio de simples feminino do badminton nos Jogos Olímpicos de Verão de 2020 ocorreu entre os dias 24 de julho e 1 de agosto de 2021 no Musashino Forest Sports Plaza, em Tóquio. Um total de 43 jogadoras de 39 nações participaram do torneio.
Foi vencido pela chinesa Chen Yufei, que derrotou a então número 1 do mundo, Tai Tzu-ying, do Taipé Chinês, na final. A atual campeã mundial e medalhista de prata na Rio 2016, P.V. Sindhu, da Índia, conquistou a medalha de bronze ao derrotar a chinesa He Bingjiao, se tornando a quarta atleta a ganhar medalhas consecutivas no badminton em Jogos Olímpicos e o segundo indiano em qualquer disciplina individual.

## Qualificação
As nações poderiam inscrever um máximo de dois homens e duas mulheres nos torneios de simples, se ambos estivessem entre os 16 melhores do mundo; ou então, uma quota seria atribuída até o limite de 38 atletas ser completado.

## Calendário
|          | Sábado 24 jul  | Domingo 25 jul | Segunda 26 jul | Terça 27 jul   | Quarta 28 jul  | Quinta 29 jul | Sexta 30 jul | Sexta 30 jul | Sábado 30 jul | Domingo 1 ago |
| -------- | -------------- | -------------- | -------------- | -------------- | -------------- | ------------- | ------------ | ------------ | ------------- | ------------- |
| Feminino | Fase de grupos | Fase de grupos | Fase de grupos | Fase de grupos | Fase de grupos | Oitavas       |              | Quartas      | Semi          | Final         |

## Medalhistas
| Ouro   | CHN Chen Yufei   |
| Prata  | TPE Tai Tzu-ying |
| Bronze | IND P.V. Sindhu  |

## Resultados

### Fase de grupos
A fase de grupos foi disputada entre 24 e 28 de julho de 2021. A vencedora de cada grupo avançou para a fase final.

#### Grupo A
| Atleta             | J | V | D | SG | SP | Pts |
| ------------------ | - | - | - | -- | -- | --- |
| CHN Chen Yufei     | 2 | 2 | 0 | 4  | 0  | 2   |
| TUR Neslihan Yiğit | 2 | 1 | 1 | 2  | 2  | 1   |
| EGY Doha Hany      | 2 | 0 | 2 | 0  | 4  | 0   |

| Jogador 1          | Resultado          | Jogador 2          |
| 25 de julho, 11:20 | 25 de julho, 11:20 | 25 de julho, 11:20 |
| ------------------ | ------------------ | ------------------ |
| CHN Chen Yufei     | 21–5 21–3          | EGY Doha Hany      |
| 27 de julho, 11:20 |                    |                    |
| TUR Neslihan Yiğit | 21–5 21–5          | EGY Doha Hany      |
| 28 de julho, 12:20 |                    |                    |
| CHN Chen Yufei     | 21–14 21–9         | TUR Neslihan Yiğit |

#### Grupo C
| Atleta                    | J | V | D | SG | SP | Pts |
| ------------------------- | - | - | - | -- | -- | --- |
| KOR An Se-young           | 2 | 2 | 0 | 4  | 0  | 2   |
| ESP Clara Azurmendi       | 2 | 1 | 1 | 2  | 2  | 1   |
| NGR Dorcas Ajoke Adesokan | 2 | 0 | 2 | 0  | 4  | 0   |

| Jogador 1                 | Resultado          | Jogador 2                 |
| 24 de julho, 20:00        | 24 de julho, 20:00 | 24 de julho, 20:00        |
| ------------------------- | ------------------ | ------------------------- |
| KOR An Se-young           | 21–13 21–8         | ESP Clara Azurmendi       |
| 26 de julho, 12:00        |                    |                           |
| NGR Dorcas Ajoke Adesokan | 10–21 2–21         | ESP Clara Azurmendi       |
| 27 de julho, 19:20        |                    |                           |
| KOR An Se-young           | 21–3 21–6          | NGR Dorcas Ajoke Adesokan |

#### Grupo D
| Atleta                     | J | V | D | SG | SP | Pts |
| -------------------------- | - | - | - | -- | -- | --- |
| THA Busanan Ongbamrungphan | 2 | 2 | 0 | 4  | 0  | 2   |
| EST Kristin Kuuba          | 2 | 1 | 1 | 2  | 2  | 1   |
| PER Daniela Macías         | 2 | 0 | 2 | 0  | 4  | 0   |

| Jogador 1                  | Resultado         | Jogador 2          |
| 24 de julho, 9:40          | 24 de julho, 9:40 | 24 de julho, 9:40  |
| -------------------------- | ----------------- | ------------------ |
| THA Busanan Ongbamrungphan | 21–4 21–9         | PER Daniela Macías |
| 26 de julho, 18:00         |                   |                    |
| EST Kristin Kuuba          | 21–19 21–13       | PER Daniela Macías |
| 27 de julho, 18:40         |                   |                    |
| THA Busanan Ongbamrungphan | 21–16 21–12       | EST Kristin Kuuba  |

#### Grupo E
| Atleta                  | J | V | D | SG | SP | Pts |
| ----------------------- | - | - | - | -- | -- | --- |
| JPN Nozomi Okuhara      | 2 | 2 | 0 | 4  | 0  | 2   |
| ROC Evgeniya Kosetskaya | 2 | 1 | 1 | 2  | 2  | 1   |
| GER Yvonne Li           | 2 | 0 | 2 | 0  | 4  | 0   |

| Jogador 1               | Resultado          | Jogador 2               |
| 25 de julho, 11:20      | 25 de julho, 11:20 | 25 de julho, 11:20      |
| ----------------------- | ------------------ | ----------------------- |
| JPN Nozomi Okuhara      | 21–17 21–4         | GER Yvonne Li           |
| 26 de julho, 10:00      |                    |                         |
| ROC Evgeniya Kosetskaya | 22–20 21–15        | GER Yvonne Li           |
| 28 de julho, 10:20      |                    |                         |
| JPN Nozomi Okuhara      | 21–6 21–16         | ROC Evgeniya Kosetskaya |

#### Grupo F
| Atleta              | J | V | D | SG | SP | Pts |
| ------------------- | - | - | - | -- | -- | --- |
| CAN Michelle Li     | 2 | 2 | 0 | 4  | 0  | 2   |
| SVK Martina Repiská | 2 | 1 | 1 | 2  | 2  | 1   |
| GUA Nikté Sotomayor | 2 | 0 | 2 | 0  | 4  | 0   |

| Jogador 1           | Resultado          | Jogador 2           |
| 25 de julho, 12:00  | 25 de julho, 12:00 | 25 de julho, 12:00  |
| ------------------- | ------------------ | ------------------- |
| CAN Michelle Li     | 21–8 21–9          | GUA Nikté Sotomayor |
| 26 de julho, 18:40  |                    |                     |
| SVK Martina Repiská | 21–19 21–12        | GUA Nikté Sotomayor |
| 28 de julho, 11:00  |                    |                     |
| CAN Michelle Li     | 21–18 21–16        | SVK Martina Repiská |

#### Grupo G
| Atleta                             | J | V | D | SG | SP | Pts |
| ---------------------------------- | - | - | - | -- | -- | --- |
| CHN He Bingjiao                    | 2 | 2 | 0 | 4  | 0  | 2   |
| IRI Sorayya Aghaei                 | 2 | 1 | 1 | 2  | 2  | 1   |
| MDV Fathimath Nabaaha Abdul Razzaq | 2 | 0 | 2 | 0  | 4  | 0   |

| Jogador 1          | Resultado          | Jogador 2                          |
| 25 de julho, 12:40 | 25 de julho, 12:40 | 25 de julho, 12:40                 |
| ------------------ | ------------------ | ---------------------------------- |
| CHN He Bingjiao    | 21–6 21–3          | MDV Fathimath Nabaaha Abdul Razzaq |
| 26 de julho, 11:20 |                    |                                    |
| IRI Sorayya Aghaei | 21–14 21–7         | MDV Fathimath Nabaaha Abdul Razzaq |
| 28 de julho, 11:00 |                    |                                    |
| CHN He Bingjiao    | 21–11 21–3         | IRI Sorayya Aghaei                 |

#### Grupo H
| Atleta               | J | V | D | SG | SP | Pts |
| -------------------- | - | - | - | -- | -- | --- |
| USA Beiwen Zhang     | 2 | 2 | 0 | 4  | 0  | 2   |
| UKR Marija Ulitina   | 2 | 1 | 1 | 2  | 2  | 1   |
| BRA Fabiana da Silva | 2 | 0 | 2 | 0  | 4  | 0   |

| Jogador 1            | Resultado          | Jogador 2            |
| 25 de julho, 18:00   | 25 de julho, 18:00 | 25 de julho, 18:00   |
| -------------------- | ------------------ | -------------------- |
| USA Beiwen Zhang     | 21–12 21–7         | UKR Marija Ulitina   |
| 26 de julho, 12:40   |                    |                      |
| BRA Fabiana da Silva | 14–21 20–22        | UKR Marija Ulitina   |
| 28 de julho, 10:20   |                    |                      |
| USA Beiwen Zhang     | 21–9 21–10         | BRA Fabiana da Silva |

#### Grupo I
| Atleta             | J | V | D | SG | SP | Pts |
| ------------------ | - | - | - | -- | -- | --- |
| DEN Mia Blichfeldt | 2 | 2 | 0 | 4  | 0  | 2   |
| AUS Chen Hsuan-yu  | 2 | 1 | 1 | 2  | 3  | 1   |
| BUL Linda Zetchiri | 2 | 0 | 2 | 1  | 4  | 0   |

| Jogador 1          | Resultado          | Jogador 2          |
| 25 de julho, 14:00 | 25 de julho, 14:00 | 25 de julho, 14:00 |
| ------------------ | ------------------ | ------------------ |
| DEN Mia Blichfeldt | 21–7 21–14         | AUS Chen Hsuan-yu  |
| 27 de julho, 13:20 |                    |                    |
| BUL Linda Zetchiri | 16–21 22–20 8–21   | AUS Chen Hsuan-yu  |
| 28 de julho, 9:40  |                    |                    |
| DEN Mia Blichfeldt | 21–10 21–3         | BUL Linda Zetchiri |

#### Grupo J
| Atleta                 | J | V | D | SG | SP | Pts |
| ---------------------- | - | - | - | -- | -- | --- |
| IND P.V. Sindhu        | 2 | 2 | 0 | 4  | 0  | 2   |
| HKG Cheung Ngan Yi     | 2 | 1 | 1 | 2  | 3  | 1   |
| ISR Ksenia Polikarpova | 2 | 0 | 2 | 1  | 4  | 0   |

| Jogador 1          | Resultado          | Jogador 2              |
| 25 de julho, 10:40 | 25 de julho, 10:40 | 25 de julho, 10:40     |
| ------------------ | ------------------ | ---------------------- |
| IND P.V. Sindhu    | 21–7 21–10         | ISR Ksenia Polikarpova |
| 27 de julho, 12:40 |                    |                        |
| HKG Cheung Ngan Yi | 21–12 15–21 –16    | ISR Ksenia Polikarpova |
| 28 de julho, 11:00 |                    |                        |
| IND P.V. Sindhu    | 21–9 21–16         | HKG Cheung Ngan Yi     |

#### Grupo K
| Atleta              | J | V | D | SG | SP | Pts |
| ------------------- | - | - | - | -- | -- | --- |
| KOR Kim Ga-eun      | 2 | 2 | 0 | 4  | 0  | 2   |
| SGP Yeo Jia Min     | 2 | 1 | 1 | 2  | 2  | 1   |
| MEX Haramara Gaitán | 2 | 0 | 2 | 0  | 4  | 0   |

| Jogador 1          | Resultado          | Jogador 2           |
| 24 de julho, 20:40 | 24 de julho, 20:40 | 24 de julho, 20:40  |
| ------------------ | ------------------ | ------------------- |
| KOR Kim Ga-eun     | 21–14 21–9         | MEX Haramara Gaitán |
| 27 de julho, 13:20 |                    |                     |
| SGP Yeo Jia Min    | 21–7 21–10         | MEX Haramara Gaitán |
| 28 de julho, 9:00  |                    |                     |
| KOR Kim Ga-eun     | 21–13 21–14        | SGP Yeo Jia Min     |

#### Grupo L
| Atleta              | J | V | D | SG | SP | Pts |
| ------------------- | - | - | - | -- | -- | --- |
| JPN Akane Yamaguchi | 2 | 2 | 0 | 4  | 0  | 2   |
| GBR Kirsty Gilmour  | 2 | 1 | 1 | 2  | 2  | 1   |
| PAK Mahoor Shahzad  | 2 | 0 | 2 | 0  | 4  | 0   |

| Jogador 1           | Resultado         | Jogador 2          |
| 24 de julho, 9:40   | 24 de julho, 9:40 | 24 de julho, 9:40  |
| ------------------- | ----------------- | ------------------ |
| JPN Akane Yamaguchi | 21–3 21–8         | PAK Mahoor Shahzad |
| 27 de julho, 14:00  |                   |                    |
| GBR Kirsty Gilmour  | 21–14 21–14       | PAK Mahoor Shahzad |
| 28 de julho, 9:00   |                   |                    |
| JPN Akane Yamaguchi | 21–9 21–18        | GBR Kirsty Gilmour |

#### Grupo M
| Atleta                       | J | V | D | SG | SP | Pts |
| ---------------------------- | - | - | - | -- | -- | --- |
| INA Gregoria Mariska Tunjung | 2 | 2 | 0 | 4  | 0  | 2   |
| BEL Lianne Tan               | 2 | 1 | 1 | 2  | 2  | 1   |
| MYA Thet Htar Thuzar         | 2 | 0 | 2 | 0  | 4  | 0   |

| Jogador 1                    | Resultado          | Jogador 2            |
| 25 de julho, 10:00           | 25 de julho, 10:00 | 25 de julho, 10:00   |
| ---------------------------- | ------------------ | -------------------- |
| INA Gregoria Mariska Tunjung | 21–11 21–8         | MYA Thet Htar Thuzar |
| 27 de julho, 12:40           |                    |                      |
| BEL Lianne Tan               | 21–6 21–8          | MYA Thet Htar Thuzar |
| 28 de julho, 9:40            |                    |                      |
| INA Gregoria Mariska Tunjung | 21–11 21–17        | BEL Lianne Tan       |

#### Grupo N
| Atleta                 | J | V | D | SG | SP | Pts |
| ---------------------- | - | - | - | -- | -- | --- |
| THA Ratchanok Intanon  | 1 | 1 | 0 | 2  | 1  | 1   |
| MAS Soniia Cheah Su Ya | 1 | 0 | 1 | 1  | 2  | 0   |
| HUN Laura Sárosi       | 0 | 0 | 0 | 0  | 0  | 0   |

| Jogador 1              | Resultado          | Jogador 2              |
| 25 de julho, 19:20     | 25 de julho, 19:20 | 25 de julho, 19:20     |
| ---------------------- | ------------------ | ---------------------- |
| THA Ratchanok Intanon  | 21–5 21–10         | HUN Laura Sárosi       |
| 27 de julho, 14:00     |                    |                        |
| MAS Soniia Cheah Su Ya | Cancelado          | HUN Laura Sárosi       |
| 28 de julho, 11:40     |                    |                        |
| THA Ratchanok Intanon  | 19–21 –18 21–10    | MAS Soniia Cheah Su Ya |

Sárosi desistiu da competição após a primeira partida por conta de uma lesão e seus resultados foram anulados.

#### Grupo P
| Atleta               | J | V | D | SG | SP | Pts |
| -------------------- | - | - | - | -- | -- | --- |
| TPE Tai Tzu-ying     | 3 | 3 | 0 | 6  | 0  | 3   |
| VIE Nguyễn Thùy Linh | 3 | 2 | 1 | 4  | 2  | 2   |
| FRA Qi Xuefei        | 3 | 1 | 2 | 2  | 4  | 1   |
| SUI Sabrina Jaquet   | 3 | 0 | 3 | 0  | 6  | 0   |

| Jogador 1            | Resultado         | Jogador 2            |
| 24 de julho, 9:00    | 24 de julho, 9:00 | 24 de julho, 9:00    |
| -------------------- | ----------------- | -------------------- |
| FRA Qi Xuefei        | 11–21 11–21       | VIE Nguyễn Thùy Linh |
| 24 de julho, 13:00   |                   |                      |
| TPE Tai Tzu-ying     | 21–7 21–13        | SUI Sabrina Jaquet   |
| 26 de julho, 10:00   |                   |                      |
| FRA Qi Xuefei        | 21–10 21–14       | SUI Sabrina Jaquet   |
| 26 de julho, 14:00   |                   |                      |
| TPE Tai Tzu-ying     | 21–16 21–11       | VIE Nguyễn Thùy Linh |
| 28 de julho, 9:00    |                   |                      |
| TPE Tai Tzu-ying     | 21–10 21–13       | FRA Qi Xuefei        |
| 28 de julho, 9:40    |                   |                      |
| VIE Nguyễn Thùy Linh | 21–8 21–17        | SUI Sabrina Jaquet   |

### Fase final
A fase final foi disputada em formato eliminatório direto, entre 29 de julho e 1 de agosto de 2021, até a definição das medalhistas.
|  | Oitavas de final             | Oitavas de final             | Oitavas de final    | Oitavas de final |                       |                 | Quartas de final    | Quartas de final    | Quartas de final    | Quartas de final    |    |    | Semifinal | Semifinal | Semifinal | Semifinal |  |  | Final | Final | Final | Final |
|  |                              |                              |                     |                  |                       |                 |                     |                     |                     |                     |    |    |           |           |           |           |  |  |       |       |       |       |
|  |                              |                              |                     |                  |                       |                 |                     |                     |                     |                     |    |    |           |           |           |           |  |  |       |       |       |       |
|  |                              |                              |                     |                  |                       |                 |                     |                     |                     |                     |    |    |           |           |           |           |  |  |       |       |       |       |
|  |                              |                              |                     |                  |                       |                 |                     |                     |                     |                     |    |    |           |           |           |           |  |  |       |       |       |       |
|  |                              |                              |                     |                  |                       |                 |                     |                     |                     |                     |    |    |           |           |           |           |  |  |       |       |       |       |
|  |                              |                              |                     |                  |                       |                 |                     |                     |                     |                     |    |    |           |           |           |           |  |  |       |       |       |       |
|  | CHN Chen Yufei               | CHN Chen Yufei               | 21                  | 21               |                       |                 |                     |                     |                     |                     |    |    |           |           |           |           |  |  |       |       |       |       |
|  | CHN Chen Yufei               | CHN Chen Yufei               | 21                  | 21               |                       |                 |                     |                     |                     |                     |    |    |           |           |           |           |  |  |       |       |       |       |
|  |                              |                              | KOR An Se-young     | KOR An Se-young  | 18                    | 19              |                     |                     |                     |                     |    |    |           |           |           |           |  |  |       |       |       |       |
|  | KOR An Se-young              | KOR An Se-young              | KOR An Se-young     | KOR An Se-young  | 18                    | 19              | 21                  | 21                  |                     |                     |    |    |           |           |           |           |  |  |       |       |       |       |
|  | KOR An Se-young              | KOR An Se-young              |                     |                  |                       |                 | 21                  | 21                  |                     |                     |    |    |           |           |           |           |  |  |       |       |       |       |
|  | THA Busanan Ongbamrungphan   | THA Busanan Ongbamrungphan   | 15                  | 15               |                       |                 |                     |                     |                     |                     |    |    |           |           |           |           |  |  |       |       |       |       |
|  | THA Busanan Ongbamrungphan   | THA Busanan Ongbamrungphan   | 15                  | 15               | CHN Chen Yufei        | 21              | 13                  | 21                  |                     |                     |    |    |           |           |           |           |  |  |       |       |       |       |
|  |                              |                              |                     |                  | CHN Chen Yufei        | 21              | 13                  | 21                  |                     |                     |    |    |           |           |           |           |  |  |       |       |       |       |
|  |                              | CHN He Bingjiao              | 16                  | 21               | 12                    |                 |                     |                     |                     |                     |    |    |           |           |           |           |  |  |       |       |       |       |
|  | JPN Nozomi Okuhara           | JPN Nozomi Okuhara           | 16                  | 21               | 12                    | 21              | 21                  |                     |                     |                     |    |    |           |           |           |           |  |  |       |       |       |       |
|  | JPN Nozomi Okuhara           | JPN Nozomi Okuhara           |                     |                  |                       |                 | 21                  |                     |                     |                     |    |    |           |           |           |           |  |  |       |       |       |       |
|  | CAN Michelle Li              | CAN Michelle Li              | 9                   | 7                |                       |                 |                     |                     |                     |                     |    |    |           |           |           |           |  |  |       |       |       |       |
|  | CAN Michelle Li              | CAN Michelle Li              | 9                   | 7                | JPN Nozomi Okuhara    | 21              | 13                  | 14                  |                     |                     |    |    |           |           |           |           |  |  |       |       |       |       |
|  |                              |                              |                     |                  | JPN Nozomi Okuhara    | 21              | 13                  | 14                  |                     |                     |    |    |           |           |           |           |  |  |       |       |       |       |
|  |                              | CHN He Bingjiao              | 13                  | 21               | 21                    |                 |                     |                     |                     |                     |    |    |           |           |           |           |  |  |       |       |       |       |
|  | CHN He Bingjiao              | CHN He Bingjiao              | 13                  | 21               | 21                    | 14              | 9                   |                     |                     |                     |    |    |           |           |           |           |  |  |       |       |       |       |
|  | CHN He Bingjiao              | CHN He Bingjiao              |                     |                  |                       |                 | 9                   |                     |                     |                     |    |    |           |           |           |           |  |  |       |       |       |       |
|  | USA Beiwen Zhang             | USA Beiwen Zhang             | 21                  | 7ret             |                       |                 |                     |                     |                     |                     |    |    |           |           |           |           |  |  |       |       |       |       |
|  | USA Beiwen Zhang             | USA Beiwen Zhang             | 21                  | 7ret             | CHN Chen Yufei        | 21              | 19                  | 21                  |                     |                     |    |    |           |           |           |           |  |  |       |       |       |       |
|  |                              |                              |                     |                  | CHN Chen Yufei        | 21              | 19                  | 21                  |                     |                     |    |    |           |           |           |           |  |  |       |       |       |       |
|  |                              | TPE Tai Tzu-ying             | 18                  | 21               | 18                    |                 |                     |                     |                     |                     |    |    |           |           |           |           |  |  |       |       |       |       |
|  | DEN Mia Blichfeldt           | DEN Mia Blichfeldt           | 18                  | 21               | 18                    | 15              | 13                  |                     |                     |                     |    |    |           |           |           |           |  |  |       |       |       |       |
|  | DEN Mia Blichfeldt           | DEN Mia Blichfeldt           |                     |                  |                       |                 | 13                  |                     |                     |                     |    |    |           |           |           |           |  |  |       |       |       |       |
|  | IND P.V. Sindhu              | IND P.V. Sindhu              | 21                  | 21               |                       |                 |                     |                     |                     |                     |    |    |           |           |           |           |  |  |       |       |       |       |
|  | IND P.V. Sindhu              | IND P.V. Sindhu              | 21                  | 21               | IND P.V. Sindhu       | IND P.V. Sindhu | 21                  | 22                  |                     |                     |    |    |           |           |           |           |  |  |       |       |       |       |
|  |                              |                              |                     |                  | IND P.V. Sindhu       | IND P.V. Sindhu | 21                  | 22                  |                     |                     |    |    |           |           |           |           |  |  |       |       |       |       |
|  |                              | JPN Akane Yamaguchi          | JPN Akane Yamaguchi | 13               | 20                    |                 |                     |                     |                     |                     |    |    |           |           |           |           |  |  |       |       |       |       |
|  | KOR Kim Ga-eun               | KOR Kim Ga-eun               | JPN Akane Yamaguchi | 13               | 20                    | 17              | 18                  |                     |                     |                     |    |    |           |           |           |           |  |  |       |       |       |       |
|  | KOR Kim Ga-eun               | KOR Kim Ga-eun               |                     |                  |                       |                 | 18                  |                     |                     |                     |    |    |           |           |           |           |  |  |       |       |       |       |
|  | JPN Akane Yamaguchi          | JPN Akane Yamaguchi          | 21                  | 21               |                       |                 |                     |                     |                     |                     |    |    |           |           |           |           |  |  |       |       |       |       |
|  | JPN Akane Yamaguchi          | JPN Akane Yamaguchi          | 21                  | 21               | IND P.V. Sindhu       | IND P.V. Sindhu | 18                  | 12                  |                     |                     |    |    |           |           |           |           |  |  |       |       |       |       |
|  |                              |                              |                     |                  | IND P.V. Sindhu       | IND P.V. Sindhu | 18                  | 12                  |                     |                     |    |    |           |           |           |           |  |  |       |       |       |       |
|  |                              | TPE Tai Tzu-ying             | TPE Tai Tzu-ying    | 21               | 21                    |                 | Disputa pelo bronze | Disputa pelo bronze | Disputa pelo bronze | Disputa pelo bronze |    |    |           |           |           |           |  |  |       |       |       |       |
|  | INA Gregoria Mariska Tunjung | INA Gregoria Mariska Tunjung | TPE Tai Tzu-ying    | 21               | 21                    | 12              | Disputa pelo bronze | Disputa pelo bronze | Disputa pelo bronze | Disputa pelo bronze | 19 |    |           |           |           |           |  |  |       |       |       |       |
|  | INA Gregoria Mariska Tunjung | INA Gregoria Mariska Tunjung |                     |                  |                       |                 |                     |                     |                     |                     | 19 |    |           |           |           |           |  |  |       |       |       |       |
|  | THA Ratchanok Intanon        | THA Ratchanok Intanon        | 21                  | 21               |                       |                 |                     |                     |                     |                     |    |    |           |           |           |           |  |  |       |       |       |       |
|  | THA Ratchanok Intanon        | THA Ratchanok Intanon        | 21                  | 21               | THA Ratchanok Intanon | 21              | 18                  | 18                  | CHN He Bingjiao     | CHN He Bingjiao     | 13 | 15 |           |           |           |           |  |  |       |       |       |       |
|  |                              |                              |                     |                  | THA Ratchanok Intanon | 21              | 18                  | 18                  | CHN He Bingjiao     | CHN He Bingjiao     | 13 | 15 |           |           |           |           |  |  |       |       |       |       |
|  |                              |                              | TPE Tai Tzu-ying    | 14               | 21                    | 21              |                     | IND P.V. Sindhu     | IND P.V. Sindhu     | 21                  | 21 |    |           |           |           |           |  |  |       |       |       |       |
|  |                              |                              | TPE Tai Tzu-ying    | 14               | 21                    | 21              |                     | IND P.V. Sindhu     | IND P.V. Sindhu     | 21                  | 21 |    |           |           |           |           |  |  |       |       |       |       |
|  |                              |                              |                     |                  |                       |                 |                     |                     |                     |                     |    |    |           |           |           |           |  |  |       |       |       |       |
|  |                              |                              |                     |                  |                       |                 |                     |                     |                     |                     |    |    |           |           |           |           |  |  |       |       |       |       |
|  |                              |                              |                     |                  |                       |                 |                     |                     |                     |                     |    |    |           |           |           |           |  |  |       |       |       |       |